# كوميتاس
كوميتاس (بالأرمنية: Կոմիտաս)‏ وإسمه بالتركية العثمانية «قوميداس» ملحقاً برتبته الكنسية وردبيت أو فارتابيد Վարդապետ وورد بالعربية حديثاً أيضاً برسم «كوميداس». الاسم الأصلي سوغومون سوغومونيان (أو «سولومون سولومونيان»)، (26 أيلول 1869 - 22 تشرين الأول 1935)، ملحن وعالم موسيقي ورجل دين أرمني. ولد في 26 أيلول 1869 في كوتاهيا بالامبراطورية العثمانية. مؤلف موسيقي يعتبر من أشهر العباقرة المبدعين في تاريخ الموسيقى الشرقي. إن حياته الإبداعية كانت قصيرة، قد فقد عقله بعد مذابح الأرمن وهو أربع وعشرون من عمره. قاد أوركسترا «غوسان» ((بالأرمنية: Գուսան)‏ ملحن شعبي).
درس في معهد كيفوركيان بمدينة فاغارشاباد (أرمينيا، حينذاك - ولاية يريفان، الامبراطورية الروسية). ثم رحل إلى تبليسي وتعلم الموسيقى الليتورجية. أخيرا، تخرج من جامعة هومبولت في برلين في نهاية القرن التاسع العشر.
يعتبر كوميتاس مؤسس الموسيقى الأرمنية الكلاسيكية. وهو أيضا من أبرز القائدين لعلم موسيقى الشعوب.

## حياته

### طفولته في تركيا

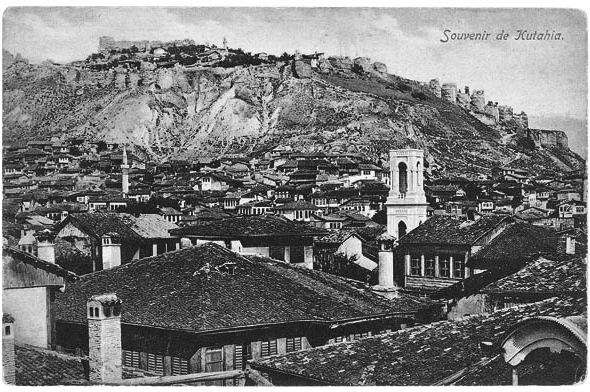
مدينة كوتاهية

ولد كوميتاس في 26 أيلول (8 تشرين الأول) 1869 في مدينة كوتاهيا بآسيا الصغرى. تم تعميده في كنيسة مار تيودور وسُمي سوغومون. أبوه كان كيفورك سوغومونيان (بالأرمنية: Գևորգ Սողոմոնյան)‏، الذي اسرته انتقلت من قرية تسغنا ((بالأرمنية: Ցղնա)‏ جمهورية نخجوان، حينذاك ولاية يريفان، الامبراطورية الروسية). أمه كانت تاكوهي هوانسيان (بالأرمنية: Թագուհի Հովհաննիսյան)‏ - أصلا من مدينة بورصا. كانت أمه في السادسة عشرة من عمرها عند ولادة كوميتاس. كان كوميتاس طفلا وحيدا في العائلة، ويتم في طفولته (ماتت أمه في 1875 وأبوه في 1880).
في سنة 1875 بدأ يدرس في مدرسة ثانوية في كوتاهيا، ثم عام 1880 ارتحل إلى بورصا لتكميل دراسته وما زال أبوه حيا. عاد إلى كوتاهيا بعد أربعة أشهر من وفاة أبيه. بدأ عنده صعوبات في الحياة النفسية. تكبر عند جدته مريم - أم أبيه. كانت موسيقى محبوبة في أسرته. في البيت تحدثوا باللغة التركية.

### شبابه في أرمينيا
كان عام 1881 محوريا لحياة سوغومون. عندما قابل المطران كيفورك الرابع، كان المطران يتكلم اللغة الأرمنية وكوميتاس لم يكن يفهمه. قال المطران انه ليس له مكان في فاغارشاباد لأنه لا يعرف يتكلم اللغة الأرمنية ولكن عندما بدأ كوميتاس بغناء «Լույս Զվարթ» أمتلئ عينان المطران بالدموع. أصبح كويتاس طالب معهد كيفوركيان الكنيسي في فاغارشاباد.
رغم أنه رحل كثيرا، كان مدينة فاغارشاباد مكان سكنه من 1881 حتى 1910. تعلم نوطات الأرمنية - الخازات (بالأرمنية: խազեր)‏ في أول سنة دراسته. هي نوطات قديمة، التي يستخدمها الأرمن في القرون الوسطى. فتحها عالم موسيقي هامباردزوم ليموتجيان وطلابه في بداية القرن التاسع عشر.
نتيجة لجهوده جبارة لأرشفة وتنظيم وتلحين أغاني محلية للقرى المحيطة فاغارشاباد تم إعطائه لقم معلم نوطا من قبل سكان القرى.

### حياته في ببرلين وتبليسي
عام 1895 يرحل كوميتاس لمدينة تبليسي ويدرس لستة أشهر موسيقى هارموني عند ماكار يكماليان.مدينة تبليسي كانت مناسبة له مدينة كانت تشبه الوطن وفيها دير للكهنة حيث كان بإمكانه عيش هناك، عندما انتهى بتعلم اساسيات موسيقى هارموني كان كوميتاس جاهز للدراسة اختصاص في أوروبا.
عام 1896 وصل كوميتاس لبرلين (عاصمة الإمبراطورية الألمانية حينذاك) لكنه لم يكن مقدما لأي جامعة في برلين. درس عند ريخارت شميدت ((بالألمانية: Richard Shmidt)‏) عند انتهاء دروسه عند معلمه الجديد انقبل بالجامعة هومبولت.

### القسطنطينية (1910-1915)
في عام 1910 من سبتمبر وصل كوميتاس إلى إسطنبول، وقبل وصوله إلى إسطنبول قام بتقديم حفلات موسيقية في بروسيا. وفي القسطنطينية قام بإنشاء فرقة موسيقية تتضمّن 300 عضو وتسمى (كوسان). كما قدم العديد من المحاضرات والحفلات الموسيقية في جميع انحاء أوروبا وتركيا ومصر.

## وصلات خارجية
- كوميتاس على موقع IMDb (الإنجليزية)
- كوميتاس على موقع الموسوعة البريطانية (الإنجليزية)
- كوميتاس على موقع ميوزك برينز (الإنجليزية)
- كوميتاس على موقع ديسكوغز (الإنجليزية)
- www.komitas.am - حياة كوميتاس (بالإنجليزية)
- صوت كوميتاس - «كرونك» ((بالأرمنية: Կռունկ)‏ - غرنق)بالأرمنية
- صوت كوميتاس - «موكاتس ميرزا» ((بالأرمنية: Մոկաց միրզա)‏ - أمير ولاية موك)بالأرمنية
- كوميتاس.... عبقري الموسيقا الأرمنية والعالمية